# Жеэн-Прюм, Франц
Франц Жеэн-Прюм (фр. Frantz Jehin-Prume, настоящее имя Франсуа Анри Жеэн, фр. François-Henri Jehin, в старых источниках иногда Жеген; 18 апреля 1839, Спа — 29 мая 1899, Монреаль) — бельгийско-канадский скрипач и композитор. Племянник Франсуа Прюма.
Родился в семье, связанной с музыкой (оба деда, и по линии Жеэнов, и по линии Прюмов, были органистами). В шесть лет выступил с первым концертом, затем поступил в Льежскую консерваторию, где первоначально учился у своего дяди, после смерти которого в 1849 году присоединил его (то есть материнскую) фамилию к своей. В дальнейшем учился в Брюссельской консерватории у Юбера Леонара и много выступал с концертами в своём родном городе, месторасположении знаменитых курортов (благодаря чему игру Жеэна-Прюма, как считается, слышали и одобряли, поддерживая его советами, многие известные музыканты эпохи, прибывавшие в Спа на отдых). В 1855—1863 гг. интенсивно гастролировал по Европе (в том числе в 1856 г. посетил Россию), получив в итоге звание придворного музыканта короля бельгийцев Леопольда I. В 1864 г. отправился на гастроли в Мексику, затем выступал на Кубе, в следующем году добрался до Нью-Йорка, выступив, в том числе, в декабре 1865 года с Нью-Йоркским филармоническим оркестром, после чего окончательно обосновался в Новом Свете.
Концертировал в США (в 1867 году выступил перед президентом Эндрю Джексоном), однако в первую очередь связал себя с Канадой, где впервые оказался ради охоты и рыбалки по приглашению своего земляка Жюля Она, но уже первые его концерты в июне 1865 года в Монреале вызвали восторженные отзывы критики. В марте 1866 года женился на молодой талантливой певице Росите дель Веккио, с которой затем много выступал вместе. В 1868 году получил канадское гражданство. В 1869—1870 гг. совершил гастрольное турне с певицей Карлоттой Патти и пианистом Теодором Риттером. Пиком исполнительской активности Жеэна-Прюма стали 1870-е годы, ознаменовавшиеся творческим содружеством с пианистом Каликсой Лавалле: помимо регулярных концертов вдвоём и с участием Роситы, в 1877 году Жеэн-Прюм и Лавалле совместно осуществили постановку пьесы Жюля Барбье с музыкой Шарля Гуно «Жанна д’Арк», с дель Веккио в главной роли. В 1877—1878 гг. Жеэн-Прюм возглавлял Квебекскую академию музыки.
Безвременная смерть жены в 1881 году нанесла Жеэну-Прюму тяжёлый удар. Скоропалительный брак со второй женой, также молодой певицей (и падчерицей скрипача Оскара Мартеля), не принёс ему счастья, и она вскоре его оставила. В 1882—1885 гг. Жеэн-Прюм концертировал в Европе, а по возвращении в Канаду сосредоточился преимущественно на композиции и педагогической деятельности. В 1891—1892 гг. он руководил камерным ансамблем, однако вынужден был распустить его из-за ухудшившегося здоровья.
Сочинения Жеэна-Прюма насчитывают 88 опусов и по большей части не опубликованы; среди них преобладают салонные пьесы, имеются два скрипичных концерта, оратория, вокальная музыка. Биография, написанная его сыном, вышла в 1900 году.